# Marold
Marold – imię męskie pochodzenia germańskiego (niem. Marhold, Marold), które rozwinęło się z imienia Marwald, złożonego z staro-wysoko-niemieckiego marah — "koń" i -walt, waltan — "rządzić". Patronem tego imienia w Kościele katolickim jest św. Marold z Bawarii.
Marold imieniny obchodzi 22 lutego.  
Zobacz też:
- Marwałd